# ユニオン神学校

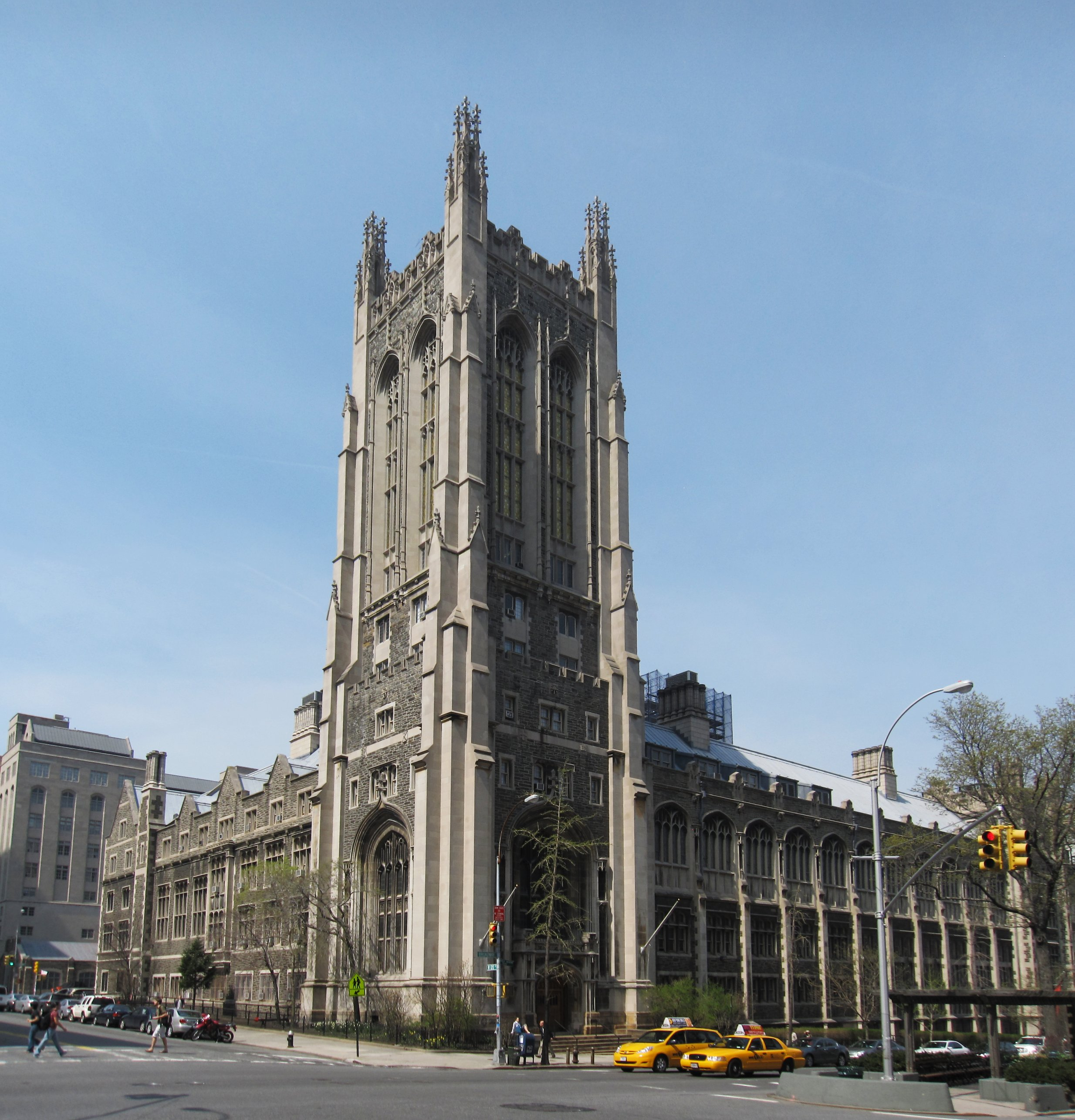
ユニオン神学校（ニューヨーク市）

ユニオン神学校（ユニオンしんがっこう）、ユニオン神学大学院（ユニオンしんがくだいがくいん、英語：Union Theological Seminary in the City of New York）は、アメリカ合衆国ニューヨーク州ニューヨーク市マンハッタン区にある大学。隣接するコロンビア大学と提携している。20世紀における自由主義神学と新正統主義神学の中心地として世界的に名高い。また、黒人解放神学やウーマニスト神学の発祥の地としても知られる。1836年に長老教会の元に設立。

## 教員・主な出身者
「Category:ユニオン神学校出身の人物」および「その英語版」も参照
- ディートリヒ・ボンヘッファー
- ラインホルド・ニーバー
- パウル・ティリッヒ
- ウォルター・ラウシェンブッシュ
- コーネル・ウェスト
- ジェイムズ・H・コーン
- トーマス・ウィン
- サミュエル・ロビンス・ブラウン
- サミュエル・フルトン
- ロロ・メイ
- 阿部志郎
- 魚木忠一
- 大木英夫
- 左近淑
- 松本亨
- 大塚節治
- 郷司浩平
- 野呂芳男
- 近藤十郎
- 金城重明